# Михајло Хамзић
Михајло Хамзић (Стон, око 1482. — Дубровник, 1518), био је посљедњи велики дубровачки сликар 15. вијека, који је ставара у раздобљу прелаза из готике у ренесансу.

## Биографија
Михаило Хамзић је рођен око 1482. године у Стону, родитељи су му били Ханс, поријеклом из њемачког града Келна, а мајка му је била ћерка стонског ковача. Он је био друго од четворо дјеце. Сликарство је учио у Мантови код сликара Андреа Мантења, а у Дубровник се вратио 1508. године. Спомиње се први пут у документу из 1509. године у којем Вијеће умољених прихвата његову слику Светог Јована Крститеља за Кнежев двор. Ускоро је насликао и „Крштење Христово” за главну собу Кнежевог двора, гдје се и данас налази. Радио је и као писар у дубровачкој царинарници. Углавном се налазио у новчаним проблемима.
Сарађивао је и са другим сликарима, па је тако у своју радионицу 1512. године из Венеције довео сликара Пијера Ђованија и Дубровчанина Влаху Николина. 
Касније је имао заједнички посао трговине сукнима с братом Јаковом. Упали су у тешкоће 1514. године, па је Михајло морао побјећи из Дубровника. Касније се вратио и бавио само сликарством. У документу из 1515. године спомиње се давање тромјесечног салвакондукта (одобрење за боравак) сликару да слика за катедралу. Године 1518. заједно с Ђованије добија задатак да доврши полиптих за олтар Светог Јосипа у катедрали, који је започео Никола Божидаревић, али га је у раду прекинула смрт. Умро је млад и у дуговима, а његова посљедња слика, полиптих, уништен је у потресу из 1667. године.

## Дјела
Хамзићево дјело означава завршетак процвата старог дубровачког сликарства и почетак опадања његових вриједности. Познате су само двије његове слике:
- Крштење Христово у Кнежевом двору има мантегнеске одлике, у којима су су мршави ликови Исуса Христоса, Светог Јована Крститеља и анђели са Христовом одором смјештени насилно у први план испред широког стјеновитог крајолика насликаног у тоновима смеђе и зелене боје и са врсним познавањем ваздушне перспективе. У озбиљан и строго замишљен крајолик Хамзић уноси лирске акценте и помало наивне сликовите појединости (птице, јелен).[3] Ово дјело је Хамзићу први приписао Карло Ковач, а Љубо Караман прихватио је његову атрибуцију и додатно упутио на очигледни Мантењин утицај.
- Триптих Светог Николе за олтар порице Лукаревић у дубровачкој доминиканској цркви Светог Доминика из 1512. године се данас чува у збирци доминиканског манастира. У средишту триптиха су Свети Никола, слијева Јован Крститељ и Свети Стефан Првомученик , а с десне стране, Свети Марко Јеванђелиста и Света Марија Магдалена. Иако јаки пластични волумени ликова указују на јасан утицај Мантење, ова слика се знатно разликује од слике из Кнежевог двора, јер су успјели колористички односи, наглашени контрасти и ритмови боја надахнути венецијанским сликарством.